# ايزاسيرينوني
ايزاسيرينوني (بالإنجليزية:Esaxerenone) INN (الاسم التجاري Minnebro ؛ الأسماء الرمزية التطورية CS-3150، XL-550) هو مضاد قشراني عضوي غير ستيرويدي تم اكتشافه بواسطة إكسيليكسيس وتم تطويره بواسطة شركة دايتشي سانكيو وتم اعتماده في اليابان لعلاج ارتفاع ضغط الدم. يعمل كمضاد صامت انتقائي للغاية لمستقبلات القشرانيات المعدنية (MR) ، مستقبل الألدوستيرون ، مع انتقائية تزيد عن 1000 ضعف لهذا المستقبل على مستقبلات هرمون الستيرويد الأخرى ، وتقارب أعلى بمقدار 4 أضعاف و 76 ضعفًا لـ MR. نسبة إلى مضادات القشرانيات المعدنية الموجودة سبيرونولاكتون وإبليرينون. اعتبارًا من يناير 2019 ، فإن ايزاسيرينوني في المرحلة الثالثة من التجارب السريرية لاعتلال الكلية السكري.